# 陶克陶

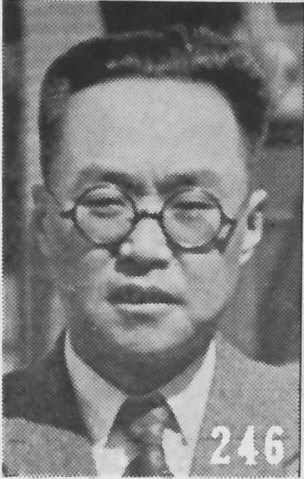
《最新支那要人传》中的陶克陶照片

陶克陶（1909年—1981年），蒙古族，汉名白广赢。奉天省彰武县二道河子赏屯村人。曾任滿洲國及蒙疆聯合自治政府官員，中华民国大陆时期内蒙古政治人物。

## 生平

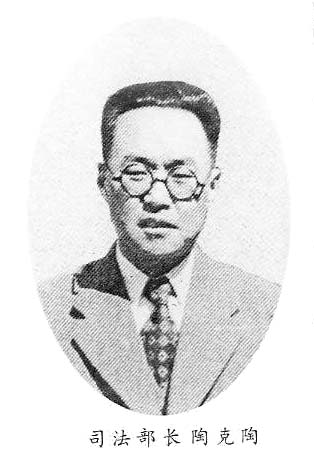
蒙疆政府官方照片

宣统元年（1909年），陶克陶生于彰武县赏屯的士绅家庭。民国十三年（1924年），陶克陶到奉天汇文中学读书，后自费到日本留学。1929年，他毕业于日本早稻田大学。回国后，他在满洲国蒙政部任署官。后來又到日本东京帝国大学进修，毕业后受日本官方指派，到内蒙古活动。
1936年5月12日，德穆楚克栋鲁普在德化成立蒙古军政府，陶克陶任外交署长、总裁帮办。1937年，蒙古军政府改組为蒙古联盟自治政府，陶克陶任政务院总务部长。1937年11月，蒙疆联合委员会成立，陶克陶歷任总务委员、产业委员、金融委员。1938年7月，委员改称部长，新设保安部等部，陶克陶任保安部长。1939年9月，蒙疆联合自治政府成立，陶克陶任司法部部长。
1945年日本投降后，陶克陶和玛尼巴达拉（科爾沁左翼前旗白音皋人，曾任满洲国蒙政部理事）致信蒋介石，要求内蒙古高度自治。陶克陶被任命為军统少将。1946年秋，陶克陶配合李守信到开鲁一带開展建军活动，被八路军俘虏，于1947年遣送蒙古人民共和國。1950年，陶克陶被蒙古人民共和國交还中華人民共和國，此後在乌兰浩特监管改造。1953年，陶克陶被释放，1981年去世，享年72岁。